# Chandpur (Bengala Occidentale)
Chandpur è una suddivisione dell'India, classificata come census town, di 8.843 abitanti, situata nel distretto dei 24 Pargana Nord, nello stato federato del Bengala Occidentale. In base al numero di abitanti la città rientra nella classe V (da 5.000 a 9.999 persone).

## Geografia fisica
La città è situata a 22° 40' 54 N e 88° 27' 14 E.

## Società

### Evoluzione demografica
Al censimento del 2001 la popolazione di Chandpur assommava a 8.843 persone, delle quali 4.541 maschi e 4.302 femmine. I bambini di età inferiore o uguale ai sei anni assommavano a 1.101, dei quali 579 maschi e 522 femmine. Infine, coloro che erano in grado di saper almeno leggere e scrivere erano 6.009, dei quali 3.382 maschi e 2.627 femmine.